# Auto-Tune
Auto-Tune (ili autotune) softver je za korekciju visine zvuka koji je krajem 1996. izumio Andy Hildebrand, američki inženjer koji radi u naftnoj industriji, a objavila ga je američka tvrtka „Antares Audio Technologies” 1997. Koristi se za ispravljanje intonacije vokala i drugih jednoglasnih zvukova. Ime se kolokvijalno proširilo i na bilo koju konkurentsku tehnologiju koja obavlja sličnu funkciju.
U početku je Auto-Tune bio softver za korekciju glasa koji omogućuje skladno pjevanje. Međutim, njegova uporaba dovela je do „efekta Auto-Tunea”: kada su softverske postavke gurnute do krajnjih granica, obrada zvuka, koja je do tada bila transparentna i prirodna, poprimila je umjetan karakter, dajući glasu modificiranom Auto-Tuneom „metalni” zvučni aspekt.
Auto-Tune radi analizirajući visinu tona ulaznog zvuka, uspoređujući je sa zadanom ljestvicama tonova, i zatim pomičući ton prema najbližoj noti u toj ljestvici. Korisnik može odabrati koliko brzo će se korekcija dogoditi - sporija korekcija zvuči prirodnije, dok brža korekcija stvara robotski efekt.
Auto-Tune često se povezuje s pjevačicom Cher i reperom T-Painom koji su prvotno popularizirali njegovu upotrebu, ali mnogi drugi umjetnici od tada su ga koristili, otvoreno ili ne, posebno u svijetu rapa i elektronske glazbe. Danas je Auto-Tune postao standardni alat u glazbenoj produkciji i koristi se u mnogim žanrovima, od popa i R&B-a do hip-hopa i moderne country glazbe.
Od 2010-ih ovaj je zvučni efekt prešao put od alata do pravog instrumenta, što omogućuje zamišljanje novih oblika modernog glazbenog izražavanja.
Auto-Tune je originalna produkcija „Antares Audio Technologies”, ali veliki broj konkurentskih proizvoda inspiriran je njime od njegovog izdavanja, bilo kao hardver, samostalni softver ili jednostavno modul (plug-in) za digitalnu audio radnu stanicu. Iako je „Antares” postavio temelje s Auto-Tuneom, glazbena industrija danas uglavnom koristi slične programe: Melodyne ili WaveTune; također V-Vocal ili VoiceWorks.